# تیت ماده
تیت ماده (استونیایی: Tiit Made؛ زادهٔ ۱۳ مارس ۱۹۴۰) اقتصاددان، سیاستمدار، روزنامه‌نگار و نماینده سابق مجلس اهل استونی است.